# Colonia Las Cuatro Esquinas
Colonia Las Cuatro Esquinas é uma comuna da província de Córdoba, na Argentina.